# 靠枕

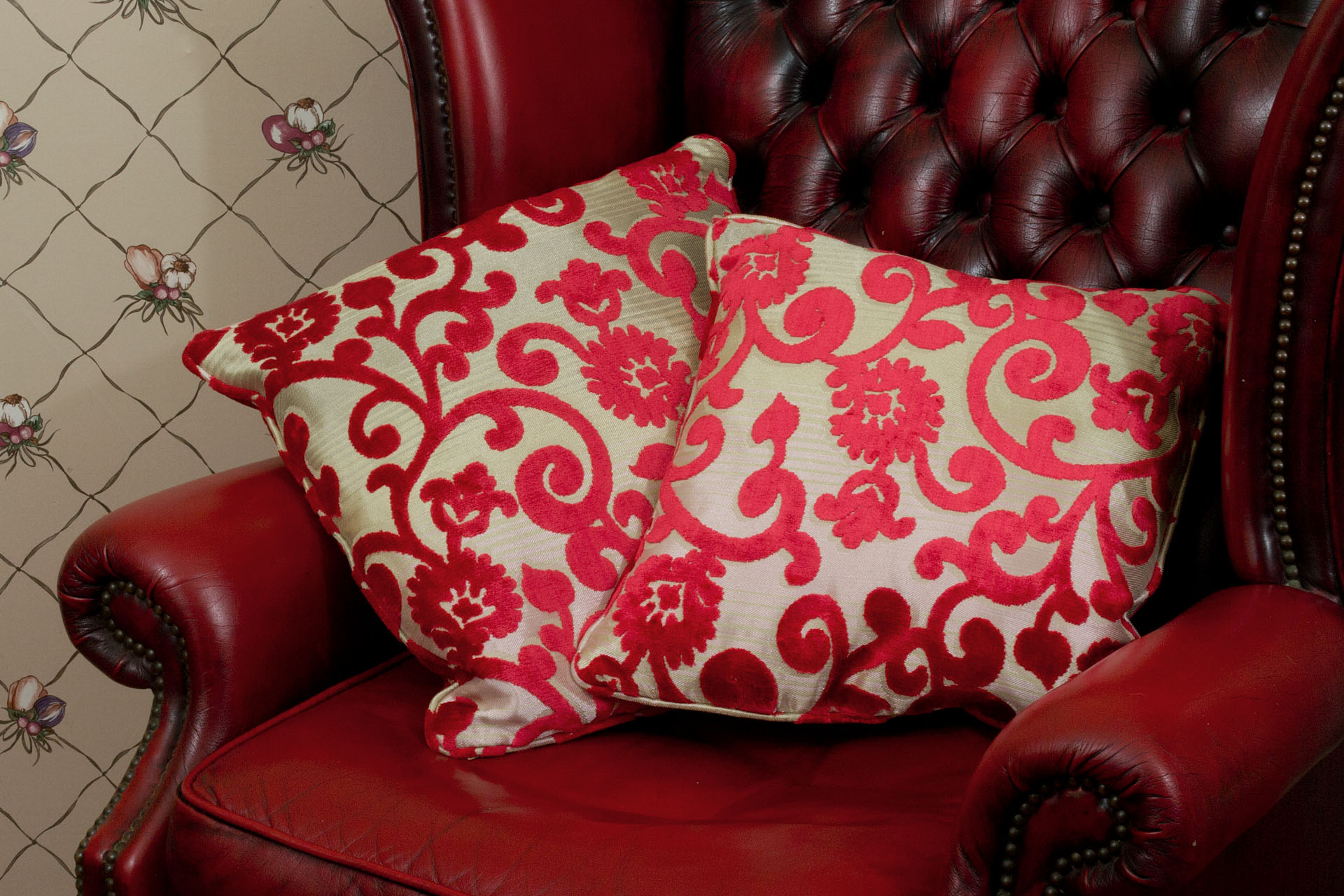
靠枕

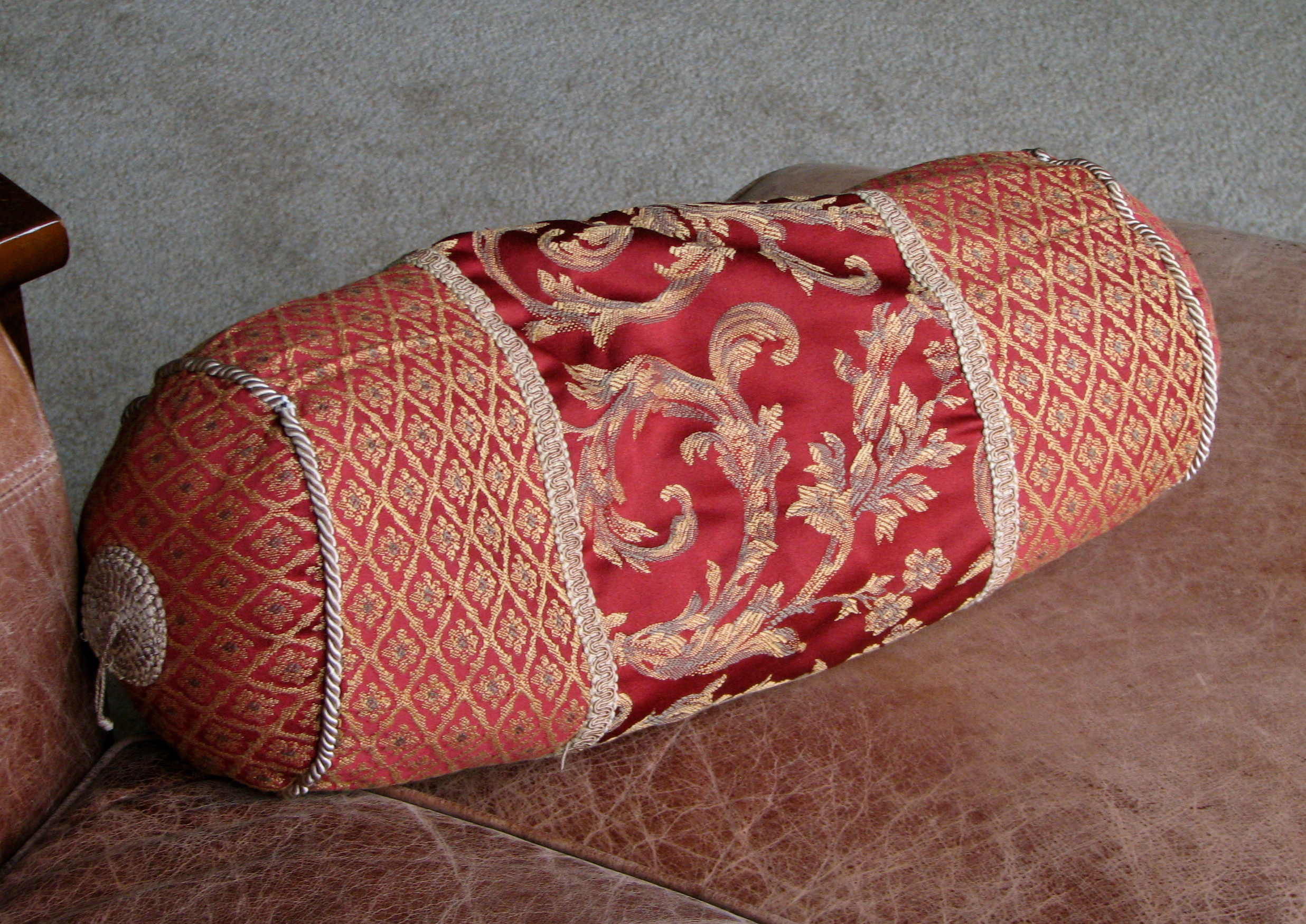
靠枕

靠枕是放在椅子上類似枕頭的一種家具 ，靠枕由包括棉、麻布、丝绸、皮革、超细纤维、天鹅绒等在內的多种纺织品制成。靠枕有多种形状、尺寸以及外觀。 